# Arizona Cardinals
Arizona Cardinals je profesionalni tim američkog nogometa iz Phoenixa u Arizoni. Od 2002. se natječu u zapadnoj diviziji NFC konferencije NFL-a, a od 1970. do 2002. su bili članovi istočne divizije NFC-a.
Klub je osnovan 1898. godine u Chicagu, te je trenutno najstariji profesionalni klub američkog mogometa. Uz Chicago Bearse, Cardinalsi su jedini klub koji je član NFL-a od njegovog osnivanja 1920. godine. Klub je 1960. preseljen u St. Louis u Missouriju, a 1988. Cardinalsi su još jednom preseljeni, ovaj put u Phoenix u Arizoni.

## Povijest

### Počeci u Chicagu
Cardinalsi su osvojili oba svoja naslova prvaka u eri prije Super Bowla. Prvo prvenstvo su osvojili 1925. nakon suspenzije njihovih glavnih rivala te sezone (koji su imali najbolji omjer pobjeda i poraza), Pottsville Maroonsa. Drugi naslov došao je 22 godine kasnije, kada su u završnoj utakmici Cardinalsi pobijedili Philadelphia Eaglese 28:21. Iduće sezone, Cardinalsi su ponovno došli do finalne utakmice, također protiv Philadelphie, ali su ovaj put bili poraženi rezultatom 7:0.
Tijekom 1950-ih, Cardinalsi su imali samo jednu pobjedničku sezonu (1956.). Loši rezultati i slaba posjećenost utakmica (i život u sjeni gradskih rivala Chicago Bearsa) doveli su klub gotovo do bankrota. Klubu je 1960. odobreno preseljenje u St. Louis.

### St. Louis
U St. Louisu Cardinalsi su ušli u playoff samo tri puta (1974., 1975. i 1982.), ali svaki put bez pobjede. Slabi rezultati i stari stadion ponovno su doveli do razgovora o preseljenju tima, iako protiv volje navijača u St. Louisu. Kandidati za novu lokaciju su ovaj put bili Phoenix, Jacksonville i Baltimore. Phoenix je izabran nedugo nakon završetka sezone 1987.

### Phoenix
U Phoenixu su Cardinalsi također igrali osrednje, u playoffu su se pojavili samo tri puta (1998., 2008. i 2009.) te imali samo 4 pobjedničke sezone. Predvođeni quarterbackom Kurtom Warnerom Cardinalsi su 2008. došli čak do Super Bowla, nakon pobjeda u doigravanju nad Atlantom, Carolinom i Philadelphijom. U Super Bowlu odigranom u Tampi u Floridi, igrali su protiv Pittsburgh Steelersa te izgubili 27:23.

## Učinak po sezonama od 2008.
| Sezona | Liga | Konferencija | Divizija | Regularni dio sezone | Regularni dio sezone | Regularni dio sezone | Regularni dio sezone | Uspjeh u doigravanju              |
| Sezona | Liga | Konferencija | Divizija | Poz.                 | Pob.                 | Por.                 | Ner.                 | Uspjeh u doigravanju              |
| ------ | ---- | ------------ | -------- | -------------------- | -------------------- | -------------------- | -------------------- | --------------------------------- |
| 2008.  | NFL  | NFC          | Zapad    | 1.                   | 9                    | 7                    | 0                    | poraženi u Super Bowlu XLIII      |
| 2009.  | NFL  | NFC          | Zapad    | 1.                   | 10                   | 6                    | 0                    | poraženi u divizijskoj rundi      |
| 2010.  | NFL  | NFC          | Zapad    | 4.                   | 5                    | 11                   | 0                    |                                   |
| 2011.  | NFL  | NFC          | Zapad    | 2.                   | 8                    | 8                    | 0                    |                                   |
| 2012.  | NFL  | NFC          | Zapad    | 4.                   | 5                    | 11                   | 0                    |                                   |
| 2013.  | NFL  | NFC          | Zapad    | 3.                   | 10                   | 6                    | 0                    |                                   |
| 2014.  | NFL  | NFC          | Zapad    | 2.                   | 11                   | 5                    | 0                    | poraženi u wild-card rundi        |
| 2015.  | NFL  | NFC          | Zapad    | 1.                   | 13                   | 3                    | 0                    | poraženi u konferencijskom finalu |
| 2016.  | NFL  | NFC          | Zapad    | 2.                   | 7                    | 8                    | 1                    |                                   |
| 2017.  | NFL  | NFC          | Zapad    | 3.                   | 8                    | 8                    | 0                    |                                   |
| 2018.  | NFL  | NFC          | Zapad    | 4.                   | 3                    | 13                   | 0                    |                                   |

## Stadion
Cardinalsi od 2006. igraju na stadionu University of Phoenix u Glendaleu. Stadion ima kapacitet od 63.400 mjesta, a izgradnja je stajala 455 milijuna dolara. Od preseljenja kluba iz St. Louisa 1988. do 2006., Cardinalsi su igrali na stadionu Sun Devil u Tempeu u Arizoni kapaciteta 71.700 mjesta.